# Letecký útok na Plzeň 14. května 1943
Letecký útok na Plzeň 14. května 1943 byla operace britského Královského letectva (RAF) na jaře 1943, v průběhu druhé světové války. Při nočním náletu bombardérů RAF na západočeské město Plzeň měly být především poškozeny Škodovy závody. Oproti několika předchozím pokusům o bombardování významné zbrojovky byl její areál náletem poškozen, ale značně byly poškozeny civilní cíle ve Skvrňanech sousedících se Škodovkou a ve vsi Radčice.

## Pozadí
Plzeňské Škodovy závody, od začátku okupace součást koncernu strojíren Reichswerke Hermann Göring,:23 byly pro nacistické Německo velmi důležité, neboť byly jednou z největších zbrojních továren v Evropě. Právě z těchto důvodů se plzeňská Škodovka stala cílem číslo jedna britských a později také amerických vzdušných útoků, neboť podle spojeneckých představ mělo zničení Škodových závodů výrazně omezit německé možnosti pokračovat ve válce, tedy ji zkrátit a ušetřit mnoho lidských životů. Německý zbrojní průmysl byl citelně zasažen během březnových a dubnových náletů na německé město Essen v roce 1943, kdy byly notně poškozeny Kruppovy závody. Následně z nich byla řada pracovníků přesunuta do Škodovky, v níž v dubnu dosáhli počtu 67 tisíc pracovníků.

## Předchozí útoky
V letech 1940 a 1941 se RAF několikrát pokusilo zaútočit na Plzeň,:5 nálety byly ale výjimečné, protože Plzeň byla v té době na samé hranici doletu britských bombardérů, tedy přibližně 1200 kilometrů. Nálety byly připraveny pro malé počty letadel, které neznamenaly pro rozsáhlý areál Škodovky zásadní hrozbu. Zásadním problémem dálkových nočních náletů byla přesnost navigace na cíle ve střední Evropě. Prakticky to znamenalo, že při provedených náletech na Plzeň v říjnu 1940 a říjnu 1941 shodila letadla pumy na jiné cíle.:5-9 Při bombardování 26. dubna 1942 se bombardéry poprvé dostaly nad Plzeň, ale přes pomoc československých parašutistů se nepodařilo továrnu zasáhnout. Opakovaný nálet 5. května 1942 byl také neúspěšný. Útoky bombardérů komplikovala také plzeňská protivzdušná obrana zajišťovaná Flak-Untergruppe Pilsen západní Čechy s několika kanóny FlaK 88.:5–7 Při náletu 17. dubna 1943 bylo pro navigační chybu místo továrny mohutně poškozeno město Dobřany a přilehlé vsi.

## Přípravy v Plzni
Po neúspěšném dubnovém náletu obyvatelé Plzně očekávali, že dojde k dalšímu náletu. V rámci svých možností se snažili budovat bezpečné protiletecké kryty, zpevňovali stropy sklepů, připravovali si evakuační zavazadla, např. v podobě kufru s nejnutnějším oblečením a jídlem.

## Letecký útok
Další britský letecký úder na Plzeň se uskutečnil opět v noci, tentokrát z 13. na 14. května téhož roku. Nad Plzeň se vydalo celkem 168 britských bombardérů, konkrétně 156 Avro Lancasterů a 12 Handley Page Halifaxů, které zamířily ze severozápadu na Škodovku.:9 Navigace na cíl se však zdařila jen 60 strojům. Už v 0.30 bylo nařízeno zatemnění všech oken a o pár minut později byla vyhlášena pohotovost pro domácí flak. Na jihu od továrny, mezi pátou branou Škodových závodů a Goldscheidrovkou, začaly německé vojenské zamlžovače vytvářet hustý dým, aby v něm ukryly budovy.
V 0.58 byl sirénami oznámen nálet na město. V 1.12 byly spatřeny osvětlovací pumy nad Lochotínem, později nad Skvrňany a brzy na to se ozvaly první výbuchy. Oblohu osvětlovaly záblesky světlometů. V 1:17 byla zaznamenaná činnost spojenců ve směru nové lokomotivky a ihned potom byly zaznamenány světelné bomby nad Škodovými závody, které však dopadly mimo závod. Další shoz bomb na Škodovku na sebe nenechal dlouho čekat, pumy byly svrženy na výrobnu kanónů a sirkárnu, bombové exploze byly později pozorovány i ze směru městského divadla. Poplach byl odvolán v 2.15 a zcela ukončen v 2.24. Pravděpodobně kvůli špatné navigaci však bomby zprvu nepadaly na areál továrny, ale napřed na území mezi obcemi Bolevec, Radčice a Skvrňany. V době trvání náletu, tedy během tři čtvrtě hodiny, byl postižen pás území od Valchy, přes Karlov, Skvrňany po Košutku, dělnickou kolonii Malý Berlín, vnitřní město, vilovou čtvrť na Saském předměstí,:350 dále okolí Vyšší hospodářské školy a obec Radčice. Zasaženo bylo i letiště na Borských polích.
Shozeno bylo celkem 280 trhavých bomb, z toho sedm jich bylo shozeno na Škodovku, dále 34 světelných bomb, 25 bomb značkovacích, tři miny, 30 ostatních bomb a bylo nalezeno 26 padáků po světelných bombách. Převážná část shozených bomb dopadla mimo továrnu. Zatímco záznamy ze Škodových závodů uvádějí použití zápalných pum, německý pyrotechnik ve své zprávě konstatuje, že zápalné pumy použity nebyly a dokládá použití pum MC 500 lb, GP 500 lb, GP 1000 lb a blockbusteru HC 4000 lb. Spolu s pumami byly shozeny i letáky v češtině a němčině.
| „                                                                  | Na střeše nás překvapil pohádkový obraz. Ve dvou řadách od Lochotína k nám, rozestavěna jako pouliční lampy, ovšem ve veliké výši, svítila prudkým bílým světlem jakási fantastická tělesa, mezi nimiž jakoby propleteny se pohybovaly stužky nesčíslných světlometů. Vzduch se otřásal temným rachotem a duněním. Něco se dělo nad námi, to jsme tušili. A když jsme chtěli vstoupiti do naší pozorovatelny, objevilo se v záři světlometů směrem nad Skvrňany letící letadlo, které cosi sypalo... Zároveň se ozvala prudká střelba z děl i kulometů a letadlo opět zmizelo. Následovaly dunivé rány, jako by pumy dopadaly. | “ |
| — Jan Adámek, pozorovatel a člen požární hlídky v tiskárně Grafika | |   |

### Zúčastněné jednotky
Náletu se zúčastnily britské perutě RAF, konkrétně  9., 44., 49., 50., 57., 83. a 106. peruť. Poslední zapojená peruť, 467., byla perutí Royal Australian Air Force spadající pod velení RAF.:12

## Následky a škody náletu
Většina bomb dopadla na pole mezi Skvrňany, Radčice a Lochotín, část spadla na obydlené části Plzně a jen malá část bomb dopadla na Škodovy závody. Uváděno bývá, že při náletu zemřelo 25 civilistů, jeden německý voják a dalších 95 osob bylo raněno, z toho 56 těžce a 39 lehce, historik Miroslav Eisenhammer k zabitým civilistům připočetl i korektora L. Šůlka, který byl vytažen ze sutin se zpožděním, uvádí i 5 mrtvých a dalších 15 zraněných německých vojáků. Evakuováno bylo 430 osob. Nálet zničil 39 domů, dalších 101 domů poškodil těžce, že se staly neobyvatelnými, a 2217 budov bylo poškozeno lehce. Britský útok ze vzduchu tak opět zničil především civilní objekty.
Během náletu byly postupně povolávány jednotlivé obranné a pomocné složky a posílány podle svého zaměření na postižená místa. Několik hasičských oddílů operovalo v oblasti škodovácké sirkárny, výrobny kanónů a modelárny.
Velkoryse pojatý pohřeb plzeňských obětí náletu proběhl 18. května na Ústředním hřbitově, pietní shromáždění s projevem starosty dr. Waltera Sturma se ale posunulo v demonstraci kolaborantství.

### RAF
Z bombardovacího svazu bylo během leteckého útoku ztraceno 9 letadel, některá byla sestřelena již při přeletu k Plzni. Nedostatečné zasažení primárního cíle, nechtěné a nežádoucí zničení Radčic a poničení dalších obydlených míst, civilní oběti a ztráty letadel byly hlavní důvody pro hodnocení náletu jako neúspěšného. Dva nezdařené nálety odradily Brity od opakování náletu.
Sir Arthur Harris zhodnotil dva jarní nálety na Škodovku takto: 
| „ | V dubnu a květnu roku 1943 se naše bombardovací letouny pokusily zničit Škodovy závody v Plzni. Nyní, když byly Kruppovy závody v Essenu tolik poškozeny, význam Škodových závodů nesmírně vzrostl. Na neštěstí se ani jeden z těchto útoků nezdařil – útok byl sice vzhledem ke vzdálenosti cíle velmi dobře soustředěn, ale hlavní útvar velmi přesně mířil na ukazatele, které se asi o míli či dvě minuly cíle. | “ |

### Střed města
Šest trhavých pum dopadlo do prostoru ulic Kollárova, Rožmberská (v současnosti Poděbradova) a U Tržiště. Nejhůře byla zasažena tiskárna Grafika v současné Poděbradově ulici, kde exploze poničila tiskařské provozy, zničila čtyřiadvacetistránkovou rotačku, poškodila redakci deníku Nová doba, vyvalila jednu ze zdí do ulice a rozmetala pomocné provozy na dvoře tiskárny, nad to zemřeli tři zaměstnanci. Sklad barev Chmelíček v témže bloku domů zachvátil požár, okolní bytové domy byly do různé míry poškozeny, zvláště okna a střechy. Řada oken škol na Husově náměstí a v Tylově ulici byla vyražena tlakovou vlnou výbuchů.

### Škodovy závody
Škodovka byla bombardováním citelně zasažená, poškozeno bylo 93 objektů, ale většinou se jednalo o lehčí poškození jako jsou např. okna vyražená tlakovou vlnou. Třemi pumami byla zasažena slévárna šedé litiny, přímé zásahy utrpěly haly dělovky a zapalovačů, které měly těžce poškozené střechy stejně jako sousední nářaďovna. Požár zničil blízké kanceláře dělovky. Po válce bylo uváděno rozsáhlejší poškození v ocelárně, montovně vozidel, automobilce a výrobně automatů.:10 Výbuchy pum poškodily na dvou místech rozvody vody a došlo k lokálním výpadkům elektrického proudu. Továrna však nebyla poškozená natolik, aby byla ochromena její válečná výroba, výroba pokračovala bez přerušení. Podle poválečného přehledu si Škodovy závody nárokovaly necelých 51 miliónů korun za způsobené škody.

### Skvrňany
Čtvrť Skvrňany přiléhala přímo k severnímu okraji továrny a stala se nechtěným cílem řady pum, poškozené bylo především okolí ulic Křimická a Norimberská (dnes Domažlická).:10 V uvedených místech nálet zničil či neopravitelně poškodil 24 domů. Skvrňanská škola byla poškozena, zničena byla třetina střechy a rozbito bylo 600 okenních tabulí. Pamětnice Jaroslava Vosátková vzpomíná, že dům, ve kterém s rodiči bydlela, byl při náletu zničen a oni přežili ukrytí ve sklepě. Po této zkušenosti rodiče poslali obě dcery k příbuzným na venkov.

### Radčice
Radčice leží 2,5 km severně od areálu Škodových závodů. Na jejich katastrální území dopadlo 240 trhavých bomb a několik desítek bomb zápalných, světelných a značkovacích.:10 Téměř veškeré domy vsi (96 %) byly poškozené, především tlakové vlny explozí vyrazily okna a smetly tašky ze střech, ale některé domy byly zasaženy výrazně hůř.:10 Sedm usedlostí bylo zničeno zcela, např. statek čp. 10 (včetně 3 zabitých), rodinný dům čp. 176 (včetně 6 zabitých), statky čp. 25 a čp. 41.:10 V Radčicích zemřelo 17 lidí včetně německého vojáka, tedy většina obětí tohoto náletu, nejvíce v obytné části hostince „U České lípy“, kde zemřelo 8 osob.:10 Jeden mladík byl těžce raněn.:12 Značné škody napáchalo bombardování v obecním lese, kde vznikla řada kráterů a mnoho stromů bylo rozlámaných. Velké poškození jezu na Mži vedlo k poklesu hladiny spodní vody v okolí a poklesu hladiny vody ve studních.:10
Pohřeb většiny obětí náletu v Radčicích se konal v neděli 16. května a měl charakter státního pohřbu. Při smutečním obřadu, na který se sešlo několik tisíc lidí z okolí, byly rakve zemřelých vystaveny na katafalku před vilami u potoka, s řečí vystoupil okresní hejtman dr. Grabinger, starosta obce Josef Panuška a řídící učitel Václav Randa. Oběti náletu byly pohřbeny na radčickém hřbitově, jen rodina Salzmanova byla převezena do Rokycan.:12
Opravy silně poškozené školní budovy nebyly hotové přes prázdniny a školní rok 1943/1944 byl proto zahájen v hostinci U Jílků.:12 Radčická veřejná knihovna byla ještě v zimě 1945 měsíc zavřená, protože kvůli oknům rozbitým při náletu nebylo možné místnost vytopit. Některé krátery po explozích leteckých pum jsou v okolních lesích dosud dochované.

### Lochotín, Malý Berlín, Vinice, Košutka
Do okolí Karlovarské třídy dopadla řada pum, poškozena byla např. empírová budova v lochotínských lázních, poničeno bylo mnoho vil. Pět pum dopadlo do oblasti ulic Libušina, Karoliny Světlé a Růženy Svobodové. Dělnická kolonie s řadovými domky zvaná Malý Berlín byla vybudována v průběhu druhé světové války západně od Karlovarské třídy. Puma zasáhla a zničila jeden z domů v horní řadě, mnoho dalších poškodily tlakové vlny dalších explozí. Zasažen byl Pecháčkův statek na Vinicích, který náletem zanikl. Při náletu byl zničen sál restaurace U Pavlů, ve kterém hrál i měl zázemí amatérský Divadelní spolek Jezírko. Ochotníci přišli o sál a veškerý majetek, do konce války nevystupovali. Mnoha bombami byly zasaženy zelinářské zahrady pod Lochotínem, podle Václava Koppa k tomu přispěla pařeniště pokrytá skleněnými okny lesknoucími se v měsíčním svitu.

### Karlov
Na Karlově, škodovácké dělnické čtvrti přiléhající k areálu továrny na jihozápadě, trojice pum a následný požár poškodily učňovský domov (Lehrlingheim). Nedlouho po náletu musela škola na Husově náměstí vyklidit své prostory pro německé učně. Dvě pumy dopadly přímo do kolonie, ve které jedna zabila devět lidí v zasaženém protileteckém krytu. Různé zdroje na Karlově uvádí 8 či 9 mrtvých a 45 či 54 zraněných. Do Karlova byla proto poslána zdravotnická výpomoc se sanitkami a lékaři a také speciální úklidová skupina, která měla za úkol odklízet mrtvé.

### Bezovka a Bory
Václav Kopp do své kroniky zapsal, že naprostá většina domů v Bezovce a přilehlých ulicích Bor podél Klatovské třídy měla po náletu rozbitá okna a poškozené střechy. Do Borského parku dopadly čtyři nepřesně shozené pumy. Při útoku bylo cílem nejspíše i letiště na Borech, protože německý pyrotechnik na něm po náletu zneškodňoval nevybuchlou tisícilibrovou pumu.

### Ostatní
Pět pum dopadlo na území Valchy, další na pole severně od vsi. Řada pum dopadla okolo silnice z Plzně do Křimic. Pumy dopadaly na polnosti obklopující Bolevec, podle vzpomínek Jiřiny Fořtové i na samotnou ves, některé usedlosti byly přitom poškozeny a několik lidí zemřelo. Na levý břeh Berounky u kostela sv. Jiří spadlo několik bomb. Značkovací pumy založily dva lesní požáry, které strávily přibližně 2500 m² porostu.

## Odstraňování následků
Bylo nalezeno desítky kusů nevybuchlé munice (1 ks 4000 librová, 3 ks librová a 18 ks 500 librových), které řízeně odpálil pyrotechnik, další velké pumy se zaryly do bahnitého terénu.:10–11 Městský úřad po náletu vyzval obyvatele města k okamžitému úklidu a připomněl povinnost hlásit škody vzniklé nočním náletem technickým úřadům. Na opravách poškozených domů v Radčicích pracovalo více než 100 dělníků téměř do konce roku 1943, zcela zbořené domy bylo plánováno vystavět až po válce.:12
Na pomocné práce při odstraňování následků náletu byli nasazeni i studenti plzeňských středních škol.:183–184, 193 Ve zprávě pro vrchního starostu Plzně je uvedeno 378 studentů nasazených od května do konce školního roku 1942–1943.:222–223 Práce probíhaly přes letní prázdniny a pokračovaly i v následujícím školním roce.:222–223 Studenti podíleli také na úklidu a na výkopech protileteckých krytů a požárních nádrží.:222–223
Při rekonstrukci tramvajové trati na Karlovarské třídě v roce 2011 byla nalezena nevybuchlá letecká puma o délce 1,3 metru a průměru 40 cm. Zatímco M. Kindl ji připsal americkým náletům v roce 1945, historik Karel Foud ji připisuje právě květnovému náletu v roce 1943.

## Aktivita odboje
Jiřímu Mäntlovi a Aloisi Chmelíkovi, členům úderného oddílu Jestřáb, což byla ilegální ozbrojená jednotka, se podařilo získat těžký kulomet Schwarzlose, když jej odnesli z pozice německé protiletecké obrany zasažené při náletu. Kulomet, který měl být použit při očekávaném povstání, byl následně opraven a ukryt.

## Reakce médií
ČTK vydala 14. května 1943 oficiální zprávu o svržení tříštivých bomb na město Plzeň a jeho přilehlého okolí. Protektorátní deníky i týdeníky se bombardování obsáhle a opakovaně věnovaly, fotografie následků doprovázely emotivní texty.:12 Nálet tisku posloužil k radikalizaci kampaně proti světovému židovstvu a jeho nástroji, londýnské emigrantské klice.:350–351 V novinách bylo možné číst o „činech britských leteckých pirátů“, např. v denících Nová doba a Český deník vyšla ve čtvrtek 20. května na titulní straně fotografie vybombardovaných Radčic s popisem::13
| „ | Barbarský teroristický útok britsko-severoamerických bombardovacích letadel na okolí města Plzně. Příkladná ukázka bezplánovitého shazování pum. Zuřivost britských teroristů napadá spící obyvatelstvo českých rolnických a dělnických osad v okolí Plzně a rozmetá v hromady trosek a zřícenin dělnické domky a rolnické usedlosti, vyrostlé z píle a potu pracovitých českých lidí. | “ |

## Opatření vyvolaná náletem
Zvyšující se počet náletů nutil Němce k zesílení protiletecké obrany a civilní ochrany. Vybavili proto několik pozic protiletadlového dělostřelectva radarovým zařízením vyhledávajícím útočné letouny. Civilní protiletecká ochrana se dále stala polovojenskou organizací a nařízena byla pravidelná cvičení.
Po náletu si obyvatelé Plzně uvědomili, že přítomnost velké zbrojovky znamená reálné riziko dalších náletů. Začali se stěhovat do okolí Plzně, hledali ubytování u známých na vesnici, což trvalo přibližně do podzimu. Z venkova pak pracující dojížděli za prací do Plzně vlakem. V Radčicích začali obyvatelé budovat protiletecké kryty ve skalách sousedících s jejich pozemkem, do dvoumetrové vrstvy karbonské břidlice u mlýna či do skal v lesíku za hřbitovem.:14
Zkušenost odstraňováním následků náletu vedla k rozhodnutí vytvořit pracovní oddíly řemeslníků stavebních profesí.:207 Členové těchto oddílů se měli podílet na odstraňování případných následků náletů v Protektorátu, čímž současně přestávali být vhodnými pro nasazení v Říši. Když říšský generální zplnomocněnec pro pracovní nasazení Fritz Sauckel v květnu 1943 žádal Ministerstvo hospodářství a práce o řemeslníky, odmítal jej ministr Walter Bertsch jako nereálný pro narůstající riziko náletů na území Protektorátu.:207

## Připomínka padlých
Památník připomínající radčické oběti náletu spolu s oběťmi II. světové války je umístěn vpravo před vchodem na hřbitov v Radčicích. Pomník skládající se z velkého kamene a na něm umístěné bronzové desce byl odhalen 13. srpna 1960. V roce 2008 byla původní deska pro špatný stav a chybné zařazení jednoho ze zemřelých nahrazena novou žulovou deskou s opraveným textem.